# 조시 필립스
조슈아 얼 패트릭 필립스(영어: Joshua Earl Patrick Phillips, 1984년 3월 17일 ~ )는 조시 필립스(Josh Phillips)라는 이름으로 알려져 있는 미국의 범죄인이다. 1998년 11월 3일 미국 플로리다주 잭슨빌에서 일어난 매디 클리프턴(Maddie Clifton) 살인 사건의 용의자로서 가석방 없는 종신형을 선고받았다.

## 생애

### 어린 시절과 살인 사건
미국 플로리다주 잭슨빌에서 멀리사 필립스(Melissa Phillips)와 스티브 필립스(Steve Phillips) 부부의 아들로 태어났다. 조시 필립스의 아버지인 스티브 필립스는 엄격한 규칙을 통해 아내와 아들을 지배했을 정도로 폭력적인 성격을 갖고 있었으며 마약 중독자, 알코올 중독자이기도 했다.
1998년 11월 3일 오후 5시경에 플로리다주 잭슨빌에서는 이 곳에 거주하던 8세 소녀인 매디 클리프턴(Maddie Clifton)이 실종되는 사건이 일어났다. 잭슨빌 경찰은 주민들이 수사에 협조해 줄 것을 요청했고 매디 클리프턴의 행방을 찾는 전단지를 시내 전국에 배포했다. 수사 초반에 50,000 달러에 달하던 보상금은 시간이 지나면서 2배로 증가했다.
1998년 11월 10일 조시의 어머니인 멀리사가 조시의 방을 청소하던 도중에 물 웅덩이가 새는 듯한 느낌을 발견했다. 매기 클리프턴은 물 웅덩이 바닥 안에서 시체 상태로 숨겨져 있었고 멀리사 필립스는 집 밖으로 달려 나가 길 건너편에 있던 경찰서에 신고하게 된다.
조시 필립스는 매기 클리프턴의 시체가 발견되던 날에 학교에서 체포되었는데 법정에 처음 출두한 상태였기 때문에 대규모 경호를 받았다. 잭슨빌 경찰의 조사에 따르면 조시 필립스가 매기 클리프턴을 야구 방망이로 찌르고 몽둥이로 때린 사실을 확인했다. 필립스는 이 사건이 자신의 집에 혼자 있던 상황에서 벌어졌다고 주장했는데 필립스는 자신의 부모님이 집에 없는 동안에 친구들이 있는 것을 싫어했다.
클리프턴은 필립스의 부모님이 야구를 하던 도중에 야구공을 던졌는데 필립스는 야구공으로 클리프턴의 눈을 쳐서 피를 흘리게 만들었다. 필립스가 던진 야구공에 맞은 클리프턴은 그 자리에서 울면서 비명을 질렀는데 필립스는 자신의 아버지를 두려워하면서 공황 상태에 빠지게 된다. 필립스는 클리프턴을 자신의 집으로 끌고 들어가서 약 15분 동안 전화선을 이용해서 클리프턴의 목을 조르면서 살해했다. 필립스는 얼마 지나지 않아서 야구방망이로 클리프턴을 다시 때린 다음에 침대 밑에 숨겨놓은 다음에 클리프턴을 칼로 11번 찔러서 살해했다.
필립스의 범행 동기는 알코올 중독에 시달리던 아버지의 학대를 두려워했던 것으로 추정된다. 잭슨빌 경찰의 부검 결과 클리프턴의 시체에서 성폭행 흔적은 발견되지 않았지만 하반신이 벌거벗은 채로 발견되었다.

### 재판
필립스는 검찰로부터 1급 살인 혐의로 기소되었으며 플로리다주 폴크 군(Polk County) 지방법원에서 재판을 받았다. 필립스는 법원에서 유죄를 선고받았지만 범행 당시에는 16세 미만이었기 때문에 플로리다주 형법에 따라 사형을 집행할 수 없었다. 2000년에는 필립스의 아버지였던 스티브가 교통 사고로 사망했다.
2002년 플로리다주 항소 법원은 필립스의 유죄 판결을 지지했다. 2004년 12월 조시 필립스의 어머니인 멀리사 필립스는 살인 당시의 어린 나이가 형량에 비해 더 많은 비중을 차지해야 한다는 입장을 밝혔다. 2005년에는 필립스에 대한 새로운 공판 일정이 결정되었다. 필립스는 2007년에 블랙스톤 경력 연구소(Blackstone Career Institute)의 법률사무 보조원 과정을 수료했다.
2012년 미국 연방 대법원이 청소년에게 가석방 없는 종신형을 선고하는 것은 위헌이라고 판결했다. 2015년 11월에 열린 공판에서는 필립스의 변호사들이 미국 연방 대법원의 판결을 필립스에 대한 형량 재선고를 위한 근거로 제시했다. 2016년 9월에는 필립스의 변호인단이 법원에 항소하면서 대법원 판결 소급 적용을 통한 새로운 선고 공판이 진행되었다. 이는 가석방 없는 감옥에서의 의무적인 삶이 청소년 범죄자들에게 위헌임을 입증하는 계기가 되었다.
2017년 2월에 열린 공판에서는 필립스의 변호사가 선고를 준비하기 위한 시간을 연장해 것을 요청했으며 2017년 6월에 열린 공판에서는 희생자의 어머니가 필립스의 형벌을 확정해 줄 것을 요청했다. 필립스는 2017년 11월 17일에 열린 선고 공판에서 감옥 생활을 다시 시작하게 되었다.

## 같이 보기
- 메리 벨